# Justin Evans
Justin Evans (Wiggins, 26 agosto 1995) è un giocatore di football americano statunitense che milita nel ruolo di safety per i Philadelphia Eagles della National Football League  (NFL).

## Carriera

### Tampa Bay Buccaneers
Evans al college giocò a football con i Texas A&M Aggies dal 2013 al 2016. Fu scelto nel corso del secondo giro (50º assoluto) nel Draft NFL 2017 dai Tampa Bay Buccaneers. Debuttò come professionista subentrando nella gara del 17 settembre contro i Chicago Bears mettendo a segno un tackle.

### New Orleans Saints
Dopo avere saltato l'intera stagione 2022, il 4 aprile 2022 Evans firmò con i New Orleans Saints.

### Philadelphia Eagles
Il 20 marzo 2023 Evans firmò con i Philadelphia Eagles.

## Palmarès
- Super Bowl : 1

Tampa Bay Buccaneers: LV